# Garázo
Garázo, en grec moderne : Γαράζο, est un village du dème de Mylopótamos, en Crète, en Grèce. Selon le recensement de 2011, la population de Garázo compte 305 habitants. Il est situé à une altitude de 270 m et à une distance de 37 km de Réthymnon.

## Recensements de la population
| Recensements | 1900 | 1920 | 1928 | 1940 | 1951 | 1961 | 1971 | 1981 | 1991 | 2001 | 2011 |
| ------------ | ---- | ---- | ---- | ---- | ---- | ---- | ---- | ---- | ---- | ---- | ---- |
| Population   | 485  | 522  | 540  | 543  | 506  | 550  | 494  | 498  | 495  | 556  | 305  |